# Domenico Morfeo
Domenico Morfeo (* 16. ledna 1976, Pescina, Itálie) je italský fotbalista v který hrával v obou Milánských klubech.

## Přestupy
- - z Atalanta Bergamo do AC Fiorentina za 7 700 000 eur
  - z AC Fiorentina do AC Milan za 20 000 000 eur
  - z Inter Milan do FC Parma za 7 500 000 eur

## Úspěchy

### Klubové
- - 1× vítěz italské ligy (1998/99)

### Reprezentace
- - 1× na ME 21 (1996 - zlato)
  - 1× na OH (1996)